# Station Taunton
Taunton is een spoorwegstation van National Rail in Taunton, Taunton Deane in Engeland. Het station is eigendom van Network Rail en wordt beheerd door Great Western Railway. Het station is Grade II listed

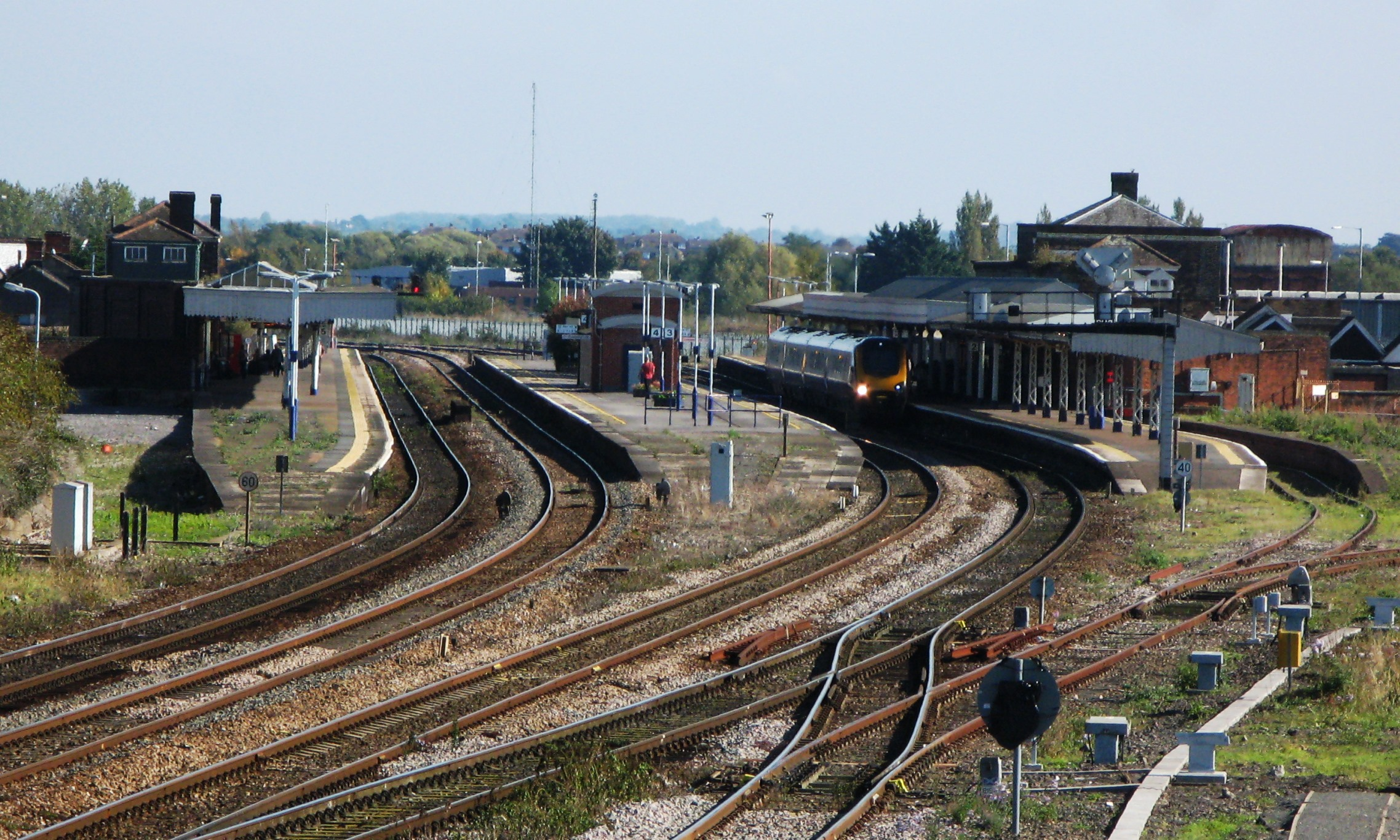
Overzicht, 2008